# Provent
Ein Provent war der gekaufte Unterhalt in einer katholischen Institution, eines Klosters, Stifts oder Bischofssitzes. Es handelte sich dabei vorwiegend, aber nicht ausschließlich um die Altersversorgung von Geistlichen und von Laien.

## Wortverwendung
Das Wort wird gewöhnlich vom mittellateinischen Wort „praebenda“ hergeleitet. Möglicherweise geht es direkt auf das lateinische Wort „proventus“ zurück. Doch dieses Wort wurde als umgangssprachlich empfunden: „præbendarium sive præbendarios, quæ vulgo proventumenn (Proventleute) dicuntur.“ Im Statut König Magnus Håkonssons für die Spitäler Allerheiligen und St. Katarina in Bergen wird in der norwegischen Fassung „provendo“ verwendet, in der lateinischen Fassung „prebenda“. Das Wort wurde in verschiedenen Zusammensetzungen auch in Schweden und im damals schwedischen Teil Finnlands verwendet. In Island ist das Wort ebenfalls gebräuchlich.

## Geschichte

### Anfänge
Wann die ersten Proventordnungen entstanden sind, ist nicht sicher zu bestimmen. Erst Mitte des 11. Jahrhunderts gingen einige Orden dazu über, Laien in ihre Klöster aufzunehmen. Die Laienbrüder sollten die manuelle Arbeit der Mönche erleichtern. Dann kam auf, dass man sich in ein Kloster einkaufen konnte. Im Laufe des 11. Jahrhunderts entstanden auf dem Kontinent und den britischen Inseln die ersten Proventordnungen. Die Gegenleistung bestand oft in Landbesitz, und so wurde das Proventwesen bald Bestandteil der klösterlichen Landerwerbspolitik. Das Provent-Verhältnis stand von Anfang an in Konkurrenz zu anderen Unterhaltsverträgen, in denen sich eine Person gegen Unterhalt zu Arbeitsleistungen verpflichtete. Aber dies war eine Form der Armenfürsorge, so dass der Proventvertrag eine echte Alternative bildete.

### Proventverträge
Die Einführung der Proventregelungen stieß in jedem Land auf bereits vorhandene Regelungen, in die sie sich einpassen mussten. Das betraf vor allem Erbregelungen und Vorschriften über die Veräußerung von Vermögen. In Island konnte der Erbe jeder Verfügung des Eigentümers über sein künftiges Erbe, die seine Ansprüche verkürzen könnte, widersprechen, so dass dessen vorherige Zustimmung erforderlich war. In Norwegen gab es einen speziellen Vermögensschutz, der die Verfügungsmöglichkeit des Eigentümers auf 1/10 seines Vermögens beschränkte, den die Kirche 1152/1153 zu ihren Gunsten auf 1/4 erweitern konnte. In Dänemark sah man sich ebenfalls gezwungen, die Möglichkeiten der Kirche zum Vermögenserwerb einzuschränken. Immer wieder wurde der Proventvertrag als Vertrag mit Leistung und Gegenleistung verboten. Vielmehr sollte die Aufnahme in das Proventverhältnis völlig losgelöst von einer freiwillig und ohne vorherige Absprache geleisteten Schenkung geschehen. 62 % der Proventverträge waren mit Klöstern geschlossen, der Rest mit Bischofssitzen, Domkapiteln u. s. w. Der Proventvertrag war auch nicht Adligen vorbehalten (meist aus dem Niederadel). Die Adligen machten nur 10 % aus. Die meisten waren Laien. Sie wurden in der Regel unter die Laienbrüder oder -schwestern aufgenommen. Aber es handelte sich nicht um eine geistliche Aufnahme. Vielmehr ging es um materiellen Unterhalt für eine faktische materielle Gegenleistung. Allerdings konnten in einem Proventvertrag die Teilnahme an bestimmten geistlichen Verrichtungen ausbedungen werden, wie Teilnahme am gemeinsamen Gebet oder christliche Beerdigung mit jährlichen Seelenmessen. Das waren dann aber Zusatzregelungen. Der Proventvertrag hatte seine Hochkonjunktur im 14. Jahrhundert mit mehr als die Hälfte der bekannten Fälle. Gegen Ende des 15. Jahrhunderts ging die Zahl merklich zurück und war kurz vor der Reformation aus Norwegen so gut wie verschwunden. Es gab mehr Proventfrauen als Proventmänner. Aber auch Ehepaare oder Mutter mit Tochter oder Sohn kamen vor. Frauen konnten sich in Männerklöster und Männer in Frauenklöster einkaufen. Entgegenstehende Verbote blieben unbeachtet, wenn es die Landerwerbspolitik des Klosters als nützlich erscheinen ließ.

### Leben der Proventleute
Die archäologischen Ausgrabungen der Klosterruinen, Kapitelhäuser und Domkirchen geben keinen Aufschluss über die Wohnbereiche der Proventleute. Sie sollen in der Nähe der Klosteranlagen oder der Kapitelhäuser gelegen haben. Die besten Aufschlüsse bieten noch die Proventbriefe, die die zugesicherten Lebensverhältnisse manchmal detailliert beschreiben. Aus ihnen lässt sich auch etwas über die soziale Stellung der Proventleute ablesen, wenn festgelegt wird, wo sie die ihnen zugesicherten Mahlzeiten einnehmen sollen: „Am Tisch der Arbeiter“, „am Tisch der Diener“, „am Tisch der Laienbrüder“, „am Tisch der Chorbrüder“ oder der Mönche. Das höchste war „am Tisch des Bischofs“. Auch die zugesicherten Getränke lassen eine soziale Schichtung erkennen. Der eine erhielt nur einen halben Trank zur Mahlzeit, ein anderer täglich einen Becher Bier, ein weiterer erhielt zum Essen einen Trank aus dem Keller der Mönche. Einige Proventleute konnten eigene Diener für das ganze Jahr mitbringen, andere nur für Feste. Einige, die mit dem Speiseplan des Klosters unzufrieden waren, vereinbarten besonderes Essen.